# Зайцева, Татьяна Владимировна
Татьяна Владимировна Зайцева, в девичестве Грибова (родилась 27 августа 1978 в Ленинграде) — российская футболистка, выступавшая на позиции защитника. Экс президент и  главный тренер ФК "Кубаночка".

## Карьера игрока

### Клубная
Уроженка города Ленинграда, Татьяна в детстве занималась лёгкой атлетикой: прыжками в длину и барьерным бегом. После переезда в город Краснодар в 1990 году она записалась в футбольную секцию школы №37, в команду «Седин-Шисс» (тренер Такмаков Александр). Первым тренером Татьяны был Дисваров Владимир Анонович. В Краснодаре Татьяна с 1993 по 1999 годы повыступала за «Кубаночку» (тренер Брова Виктор Владимирович). В 1999 году, после выступления на ЧМ в США, Зайцева (Грибова)  перешла в воронежскую «Энергию», на тот момент сильнейший в стране клуб. В течение своих выступлений она выиграла дважды чемпионат страны в 2002 и 2003 годах,  трижды становилась серебряным призером Чемпионата России (1999 г., 2000 г., 2001 , г.) трижды - обладателем Кубка России (1999 г., 2000 г., 2001 г.), а также в 2023 году со своим клубом дошла до 1/4 Лиги Чемпионов (проиграв в четвертьфинале швецкому "Умео"). В этом матче Татьяна получила приз лучшего игрока в составе Воронежской "Энергии".  В 2004 году Зайцева Татьяна выступала за ЖФК "Россиянка" и завоевала серебряные медали Чемпионата и Кубка России.
Спортивный сезон 2000/2001 гг. Зайцева отыграла в немецкой Бундес лиге за клуб «Фласхайм-Хиллен», с которым стала серебряным призером Кубка Германии и заняла 5 место в Чемпионате Германии: по её воспоминаниям, стадион был постоянно полным на каждом матче, несмотря на небольшую вместимость.
В 2006 году Татьяне пришлось завершить игровую карьеру по состоянию здоровья.

### В сборной
С 1993 года по 1997 год выступала за молодежную сборную команду России. С 1998 по 2005 гг. являлась игроком национальной сборной команды России. Участвовала в отборочных и финальных матчах Чемпионата Мира (1999 г. и 2003 г.)  в составе сборной России. В обоих мундиалях национальная сборная пробивалась в четвертьфинал. По итогам ЧМ 2003 года тренерский штаб национальной сборной команды России отметил Татьяну Зайцеву памятным подарком, как самого полезного игрока сборной.

## Карьера тренера
Тренер
В 2006 году Татьяна Зайцева после завершения карьеры (по настоянию Вячеслава Буренка, одного из инициаторов возрождения женского футбола на Кубани, в период с 1993 по 2001 гг. являлся главным меценатом ЖФК "Кубаночка" )  , стала тренировать девочек 12-13 лет, и уже в июне работала в "СДЮСШОР по игровым видам спорта" г. Краснодар тренером-преподавателем. В 2007 году по инициативе администрации Краснодарского края был возрожден ФК "Кубаночка" и Зайцева Т.В. стала  бессменным президентом и главным тренером. ФК "Кубаночка" имел в своем составе три команды: основную, молодежную и юниорскую, а так же три группы подготовки девочек до 15 лет, до 13 лет и до 11 лет., Команды выступали в Чемпионате России, молодежном первенстве и первенстве России среди команд 1 лиги.
Под руководством главного тренера Зайцевой Т.В.  "Кубаночка" трижды подряд (2014, 2015, 2016) становилась финалисткой Кубка России. В 2019 году стала бронзовым призёром чемпионата России.
В 2013 году Татьяна Зайцева возглавила студенческую сборную России для участия в Летней Универсиаде 2013, однако со сборной не преодолела групповой этап. На Универсиаде 2019 года привела команду к бронзовым медалям.
В 2020 году было принято решение о реструктуризации клуба и передачи всех команд в структуру ФК "Краснодар".
2020 г – главный тренер ЖФК «Краснодар» г.Краснодар
Общественная деятельность
2006-2020 гг.: старший тренер сборных команд Краснодарского края.
2021 г.-по н.в. - главный тренер сборных команд Краснодарского края.
2008 г.-н.в.: Председатель комитета женского футбола Краснодарской краевой федерации футбола.
2014–2017 гг. Заместитель председателя  комитета женского футбола Российского футбольного союза.

## Личная жизнь
- Воспитывалась матерью вместе с младшей сестрой Марией[6].
- Разведена, воспитывает дочь.
- Образование

Высшее. Кубанский Государственный Университет (1996-2002 гг.). Присвоена квалификация «Экономист» по специальности «Экономика и социология труда»
Высшее. Кубанский государственный университет физической культуры, спорта и туризма. Магистратура (2013-2016 гг.). Присвоена квалификация «Магистр».
Высшее. Кубанский государственный университет физической культуры, спорта и туризма. Аспирантура (2016-2019 гг.). Педагогические науки. Присвоена квалификация "Исследователь. Преподаватель-исследователь"
- Дополнительное образование

Присвоена лицензия тренера B-УЕФА  - 2014 г.
Присвоена лицензия тренера А-УЕФА  - 2016 г.
Подтверждена лицензия тренера А-УЕФА  - 2019 г., 2022 г.
- 2021-2022 г. по начальник отдела ГБУ КК «СШ «Академия футбола «Кубань»
- 2022 г. - по н.в. - заместитель директора ГБУ ДО КК "СШОР «Академия футбола «Кубань»

## Достижения

### Как игрок
- Чемпион России (2002, 2003)
- Серебряный призёр чемпионата России (1999, 2000, 2001, 2004)
- Обладатель Кубка России (1999, 2000, 2001)
- Участница чемпионатов мира 1999 и 2003
- Игрок символической сборной чемпионата России (1996, 1997, 1998, 1999, 2001, 2002, 2003, 2004, 2005)
- Серебряный призёр Кубка Германии (2000/2001)

### Как тренер
- Мастер спорта России по футболу.
- Награждена РФС «За большой вклад в развитие футбола», 2009 г.
- Благодарностью Главы администрации (губернатора) Краснодарского края за большие заслуги в развитии физической культуры и спорта Кубани, многолетний плодотворный труд и в связи с 70-летием профессионального праздника – Всероссийского дня физкультурника, 2009 г.
- Почетной грамотой Администрации муниципального образования город Краснодар, Городской Думы Краснодара, 2011 год
- Награждена почетным знаком Краснодарской краевой федерации футбола «За вклад в развитие футбола на Кубани», 2012 г.
- Награждена почетной грамотой Министерства по физической культуре и спорту Краснодарского края «За возрождение женского футбола в Краснодарском крае», 2013 г.
- Присвоено звание «Заслуженный работник физической культуры и спорта Кубани», 2017 г.
- Национальная студенческая сборная команда России (главный тренер)

Бронзовые медали 30-той Летней Всемирной Универсиада в Неаполе - 2019г.
- Футбольный клуб «Кубаночка» (г. Краснодар) (главный тренер)

Бронзовый призер первенства России среди команд первого дивизиона – 2008 г.
Чемпион России среди команд первого дивизиона – 2009 г.
Серебряный призер Кубка России – сезон 2014 г., 2015 г., 2016 г.
Бронзовый призер Чемпионата России – сезон 2019 г.
- Первенство России среди девушек

Чемпион России (девушки 1993-94 гг.р., до 15 лет) – 2008 г.
Чемпион России (девушки 1991-92 гг.р. до 19 лет) – 2009 г.
Чемпион России (девушки 1994-95 гг.р., до 15 лет) – 2010 г.
Серебряный призер (девушки 1989-90 гг.р., до 19 лет) – 2008 г.
Серебряный призер (девушки 1991-92 гг.р., до 17 лет) – 2008 г.
Серебряный призер (девушки 1993-94 гг.р., до 17 лет) – 2009 г.
- Спартакиада учащихся России

Бронзовый призер (девушки 1991-92 гг.р., до 18 лет) – 2007 г.
Серебряный призер (девушки 1992-93 гг.р., до 18 лет) – 2009 г.
Серебряный призер (девушки 1994-95 гг.р., до 18 лет)  – 2010 г.
- Международный турнир «Кубанская весна», г. Сочи

Сборная Краснодарского края (девушки до 20 лет) - 4-е место – 2011 г.
- Воспитанники Т.В. Зайцевой в сборной России

Национальная сборная (период 2011-2020 г., срок работы со спортсменками от 5 до 10 лет в период становления спортивного мастерства):
Марина Пушкарева (1989 г.р.),
Яна Чуб (1989 г.р.) – ЖФК «Краснодар»,
Юлия Гриченко (1990 г.р.) - ЖФК «Зенит»,
Екатерина Братко (1993 г.р.) – ЖФК «ЦСКА»,
Екатерина Тырышкина (1996 г.р.) – «Le Havre Athletic Club» Гавр, Франция,
Елена Костарева (1992 г.р.) - ЖФК «Краснодар»,
Виктория Носенко (1994 г.р.) – ЖФК «Локомотив»,
Элина Самойлова (1995 г.р.) – ЖФК «Локомотив»,
Солодкая Наталья (1995 г.р.)  - ЖФК «Краснодар»,
Соколова Наталья (1997 г.р.) – ЖФК «Краснодар»,
Щербак Татьяна (1997 г.р.) – ЖФК «Локомотив»,
Басаева Даниэлла ( 1999 г.р.) – ЖФК «Краснодар»,
Шкода Виктория (1999 г.р.) - ЖФК «ЦСКА».
Молодежная сборная (U-19)
Свыше 35 футболисток
Юношеская сборная (U-17)
Более 20 футболисток.
- Подготовила 13 мастеров спорта России по футболу и 45 кандидатов в мастера спорта, два мастера спорта международного класса.